# Distrito de Santa Catalina
El distrito de Santa Catalina es uno de los veintitrés distritos de la provincia de Luya, ubicado en el departamento de Amazonas, en el norte del Perú. Limita por el norte y por el este con el distrito de San Jerónimo; por el este también con el distrito de San Cristóbal; por el suroeste con el distrito de Luya Viejo y; por el oeste con el distrito de Conila.
Desde el punto de vista jerárquico de la Iglesia católica forma parte de la diócesis de Chachapoyas.

## Historia
El distrito fue creado el 7 de noviembre de 1955 mediante la Ley N.º 12418, en el gobierno del Presidente Manuel A. Odría.

## Geografía
Abarca una superficie de 126,21 km² y tiene una población estimada mayor a 1600 habitantes.
Su capital es el centro poblado de Santa Catalina.

### Pueblos y caseríos
| - Santa Catalina - Hualac - Pinduc - Salazar - Tambillo | - San Juan de Providencia - Ingenio - Tambocucho - La Libertad de Huandil | - Vista Hermosa - Mundo Nuevo - Auzopata - Santa Rosa |

## Autoridades

### Municipales
- 2015 - 2018[2]
  - Alcalde: Leoncio Gómez Vela, de Sentimiento Amazonense.
  - Regidores:

  1. Wilian Guelac Quintana (Sentimiento Amazonense Regional)
  2. Ever Francisco Huamán Cachay (Sentimiento Amazonense Regional)
  3. Eisten Guelac Tomanguilla (Sentimiento Amazonense Regional)
  4. Deyci Valqui Tuesta (Sentimiento Amazonense Regional)
  5. Gilma Chappa Mendoza (Obras Por Amazonas)

### Religiosas
- Obispo de Chachapoyas: Monseñor Emiliano Antonio Cisneros Martínez, OAR.

## Festividades
Las fiestas patronales de la capital Santa Catalina se celebran el 20 de agosto.
Como comidas típicas se conoce la sopa de Chochoca y el Ucho de Chocho con papas entre otros.